# Salmanassar I

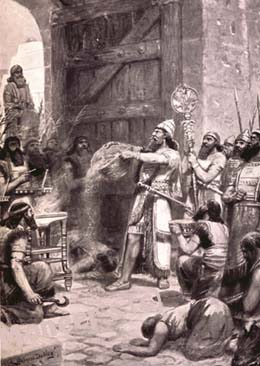
Salmanassar I aboca la pols d'una ciutat conquerida en un temple assiri.

Salmanassar I o Šulmānu-ašarēd I, ("el deu Shulmanu és preeminent") va ser rei d'Assíria entre els anys 1274 aC/1265 aC i 1245 aC/1235 aC. Va ser fill i successor d'Adadnirari I. El seu regnat va durar uns trenta anys, segons diu la Llista dels reis d'Assíria.

## Campanyes militars

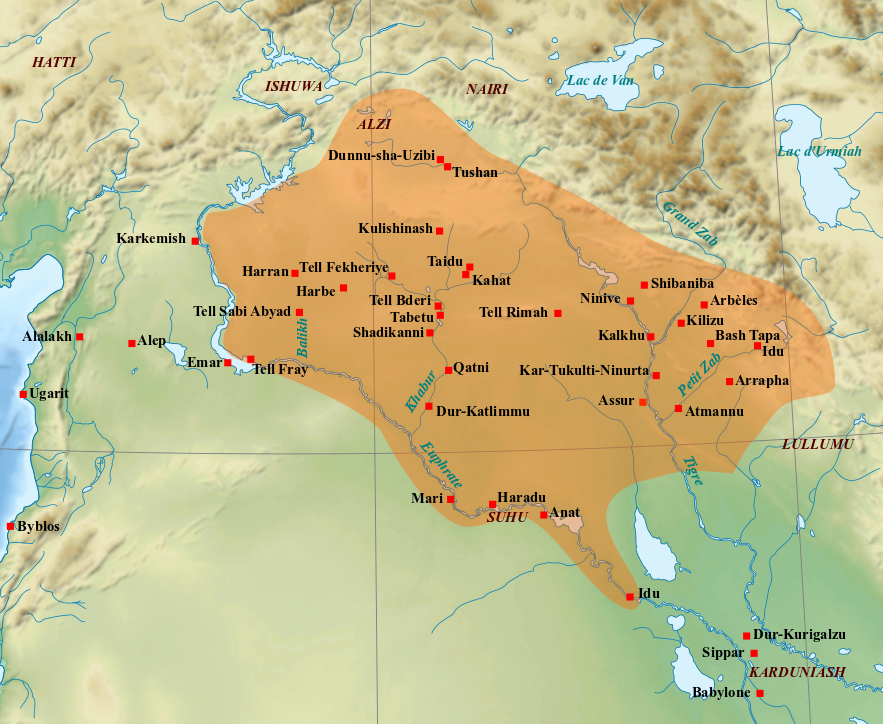
Assíria vers el 1270 aC

Els seus annals van ser descoberts a les excavacions a Assur i encara que resulta difícil situar els fets en un any concret, si que es coneixen amb cert detall les seves campanyes en orde cronològic de com es van produir, fins a 20 campanyes (una cada any i mig):
- En la primera expedició va conquerir vuit països al nord-oest i va destruir la fortalesa d'Arinnu al país d'Arimi, i va portar "la seva pols" a un temple a Assur.
- En la segona va fer campanya contra Mitanni.
- A la tercera campanya va tornar a Arimi.
- La quarta, va anar contra el país de Bir.
- La cinquena, al país de Musri, conquerit parcialment.
- La sisena, va consistir en una tercera expedició al país d'Arimi on va combatre contra la ciutat de Pa'uza, al peu de la muntanya de Kuyar.
- La setena campanya, va ser una quarta expedició al país d'Arimi amb una batalla a la ciutat de Nabula.
- La vuitena, va realitzar una segona expedició al país de Musri.
- La novena, una cinquena expedició al país d'Arimi amb una batalla a una ciutat de la que no s'indica el nom, situada a la part superior del Tigris.
- La desena, una sisena expedició a Arimi.
- L'onzena, va marxar en una expedició a la ciutat de la Xinamu, on va tenir lloc una batalla.
- La dotzena expedició la va fer al país de Khanirabbat, on va destruir la fortalesa de Shungira i va saquejar la ciutat d'Iq Geshka al peu de la muntanya Kashiari.
- La tretzena expedició la va fer al país dels kirchu, on va saquejar la ciutat d'Isi.
- La catorzena, una setena expedició a Arimi.
- La quinzena expedició al país de Ruri amb batalla a la ciutat de Murari
- La setzena, expedició va ser una incursió al país de Makhirami fins a la ciutat de Kaltan o Kallan, al país d'Haran, on va saquejar tota la regió.
- La dissetena, una vuitena expedició al país d'Arimi.
- La divuitena expedició, al país de Kushi amb una batalla a la ciutat de Galpurisi.
- La dinovena, una novena expedició al país d'Arimi amb batalla a la ciutat de Lishutishi.
- La vintena expedició la va fer a la ciutat de Sangiriti.

La campanya més important va ser la realitzada contra Mitanni. Aprofitant segurament el canvi de rei, Shattuara II de Mitanni es va revoltar (1274/1265 aC) amb l'ajut dels hitites i també dels nòmades akhlamu o ahlamnu (els arameus). El seu exèrcit va ocupar els passos de muntanya i els pous i es va declarar en rebel·lia. Quan un exèrcit assiri va marxar contra ell, la manca d'aigua va fer difícil el camí però no va impedir la victòria assíria. El rei assiri diu en una estela que va matar 14.000 homes i la resta van ser cegats d'un ull i enviats lluny. Va ocupar "9 temples, va destruir 180 ciutats, i els exèrcits hurrites, hitites i dels akhlamu van ser degollats com a bens". Va ocupar les ciutats de Taidu i Irridu, així com la muntanya de Kashiar a Eluhat, les fortaleses de Sudu i Harranu fins a Karkemish a l'Eufrates. Una inscripció esmenta la construcció d'un temple dedicat a Adad a la ciutat de Kahat que sens dubte també va ocupar. Això devia passar cap a l'any 1270 aC i va ser el final del regne de Mitanni. Va deportar en part a la població i en part la va semi esclavitzar. Els documents assiris esmenten els "homes desarrelats" deportats de Mitanni i que es van utilitzar pel cultiu d'unes llavors per produir "aliments pel bestiar i per a ells mateixos" (per exemple s'esmenta al governador de la ciutat de Nahur, anomenat Meli Sah i es diu que repartia civada entre les persones de Suduhum). A la zona del Balikh es va establir una línia de fortaleses contra els hitites. Mitanni es va convertir en la província de Khanigalbat sota el govern del príncep i gran visir Ili-ippada.

## Oficials limmu dels anys del seu regnat
Els oficials limmu (epònims) que segueixen es renovaven anualment. Els anys coneguts són del 1265 aC al 1235 aC però poden ser també del 1274 aC a 1244 aC, i deriven de la llista de Freydank and McIntyre, i l'orde exacte dels primers és una conjectura però a partir de Sherriya l'orde està ben determinat:
1265 Adad-šumu-lešir fill de Sin-ašared

1264 Šulmanu-ašared (king)

1263 Mušabšiu-Šibitti

1262 Ber-šumu-iddina

1261 Abi-ili fill d'Aššur-šumu-lešir

1260 Aššur-alik-pana

1259 Adad-Šamši fill d'Adad-šumu-lešir

1258 Kidin-Sin fill d'Adad-teya

1257 Šerriya

1256 Aššur-kašid

1255 Aššur-mušabši fill d'Iddin-Mer

1254 Aššur-mušabši fill d'Anu-mušallim

1253 Qibi-Aššur fill de Šamaš-aḫa-iddina

1252 Aššur-nadin-šume

1251 Mušallim-Aššur

1250 Qibi-Aššur fill de Ṣilli-Marduk

1249 Ina-pi-Aššur-lišlim fill de Babu-aḫa-iddina

1248 Ber-šumu-lešir fill d'Ete-pi-Tašmete

1247 Aššur-dammiq fill d'Abi-ili

1246 Ber-bel-lite

1245 Ištar-eriš fill de Šulmanu-qarrad

1244 Lullayu fill d'Adad-šumu-iddina

1243 Aššur-ketti-ide fill d'Abi-ili

1242 Ekaltayu

1241 Aššur-daʼissunu fill d'Ululayu

1240 Riš-Adad

1239 Nabu-bela-uṣur

1238 Usat-Marduk

1237 Ellil-ašared

1236 Ittabši-den-Aššur

1235 Ubru

## Final de regnat
Salmanassar I va construir palaus a Assur i a Nínive, va restaurar el temple del món a Assur, i va fundar la ciutat de Nimrud.
A la seva mort el va succeir el seu fill Tukultininurta I, segons la Llista dels reis Assiris.